# Dupontia psilosantha
Dupontia psilosantha és un sinònim Dupontia fischeri. És una espècie de planta poàcia de distribució subàrtica que creix a les ribes pantanoses, a les ribes dels rius i llacs de la tundra, i a la vora de l'oceà Àrtic. Es troba a Sibèria: a l'óblast de Tiumén, al nord de Krai de Krasnoiarsk, a Sakhà, a Lapònia, al nord i a l'oest de la península de Taimyr. També es distribueix per l'extrem nord d'Europa.

## Subespècies
Dupontia psilosantha té les subespècies següents:
- Dupontia psilosantha var. flavescens (Hook. i Arn.) Vasey
- Dupontia psilosantha var. psilosantha Rupr.